# Estesia
Estesia (на честь Річарда Естеса) — вимерлий рід ангіморфних ящірок пізньої крейди, знайдений у пустелі Гобі в Монголії. Він був відкритий у червні 1990 року спільною експедицією, що складається з монгольських та американських палеонтологів, і описаний у 1992 році Марком Нореллом, Малкольмом Маккенною та Майклом Новачеком. Ця тварина становить інтерес для палеонтологів не тільки тому, що вона близька до лінії сучасних монстрів Гіла (Heloderma), але й тому, що її зуби свідчать про те, що вона була отруйною.
Типовим видом є E. mongoliensis, на честь Монголії, де він був знайдений.

## Систематика
В описі Estesia була віднесена до Varanoidea, як сестринська група Varanidae, на основі ознак черепа. Однак новий матеріал, знайдений у 1993 році, надав докази того, що Естезія не була тісно пов'язана з сучасними варанідами, а скоріше була віддаленою родичкою монстрів Гіла. Філогенетичний аналіз, представлений Нореллом і Гао (1997), фактично підтвердив створення нової групи, яка включала сучасних монстрів Гіла та вимерлі доісторичні форми, Monstersauria.

## Палеобіологія
Зуби Естезії були гострими й загнутими, як у сучасних вараноїдів. Ці зуби мають поздовжні борозенки, які проходять як від передньої, так і від задньої поверхні зуба по всій довжині зуба. Подібні характеристики присутні в зубах монстрів Гіла.